# Історія Євпаторії

## Староданій світ. Керкінітида

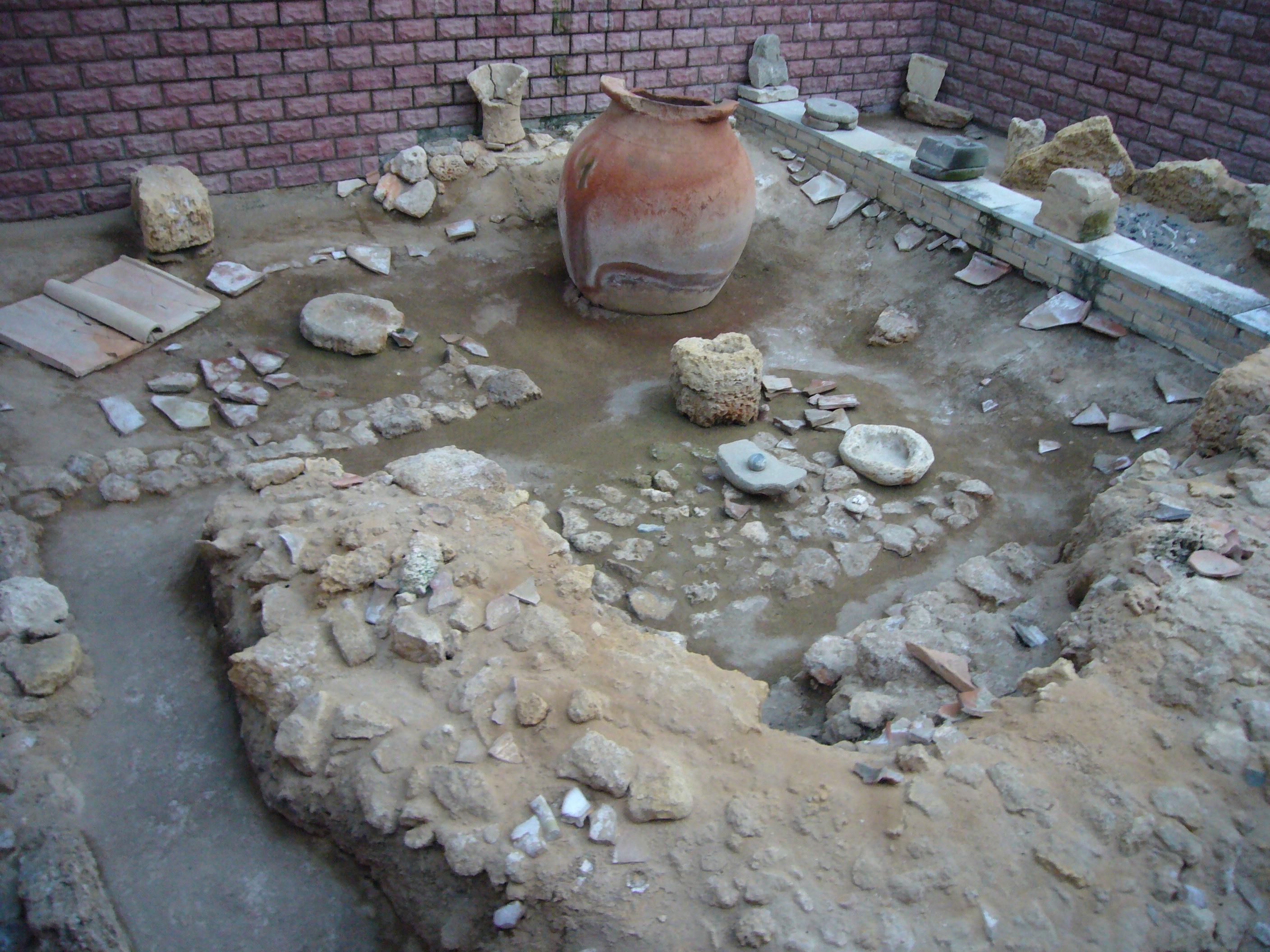
Археологічні знахідки Керкінітиди.

У Євпаторійського курорту немає точного дня народження. Однак, давньогрецький історик Геродот, який жив у V столітті до нашої ери, у своїх працях згадує про те, що в Таврії на солоному озері використовується для лікування грязь. Пліній Старший у фундаментальній праці «Природна історія» теж писав про Таврію, де лікують «землею, цілющою всякі рани». А в 1964 році в районі Євпаторії було виявлено і вивчено близько 30 стародавніх поховань, найстарішим з яких від 4,5 до 5 тисяч років. Тут жили кімерійці, таври і скіфи. Як показують розкопки, на території сучасного міста люди жили ще в III тисячолітті до н. е.
Відомо, що в VI — V столітті до нашої ери на місці сучасної Євпаторії грецькі колоністи заснували факторію (торгову базу), а потім поліс Каркінітиду. Назва Каркінітида (або Керкінітида) виникла, як припускають історики, від імені Каркіна — засновника міста. Переселенці з Еллади збудували укріплене військове поселення, обнесли його високими кріпосними стінами, але перетворитися в мегаполіс Керкінітида не встигла. Неподалік набирав силу впливовий Херсонес, який і підпорядкував молоде поселення — місто увійшло до складу сільськогосподарської округи (хори) античного Херсонеса, для якої мав велике торгове і стратегічне значення.
Проте ні потужні оборонні стіни, ні підпорядкування Херсонесу не могли змінити ходу історії — у II ст. до н. е. місто захопили скіфи. На допомогу підданим Херсонеса приходить військо Діофанта, полководця понтійського царя Мітрідата VI Евпатора, однак, торжество переможців було недовгим — через якийсь час чаша терезів знову схиляється на користь скіфів, які утримують це місто аж до вторгнення в місто гунів у III-IV століття, коли Керкінітиду було спалено і цілком зруйновано.

## Середньовіччя. Ґезльов
Після навали гунів через Крим пролягав шлях багатьох інших кочівників. В IV-XV століття Крим постійно піддається набігам, печенігів, хозар, половців. Далі історія міста, що стоїть нині на руїнах стародавньої Керкінітиди, сповнена вікових провалів — дуже мало відомостей дійшло до нас про ранньосередньовічний періоді з історії міста. Однак, відомо, що в епоху раннього середньовіччя тут знову виникла фортеця. А в XIII століття Крим зазнав монгольської навали.
У 1475 році кримськими татарами і османами на місці Керкінітиди, де на той час існувало лише невелике поселення, було засновано місто-фортецю Ґезльов (у руських літописах — Козлов). «Ґезльов» у перекладі означає «сто очей», «око-будинок» або походить від османського слова «ґезльо» — наглядай, дивись.

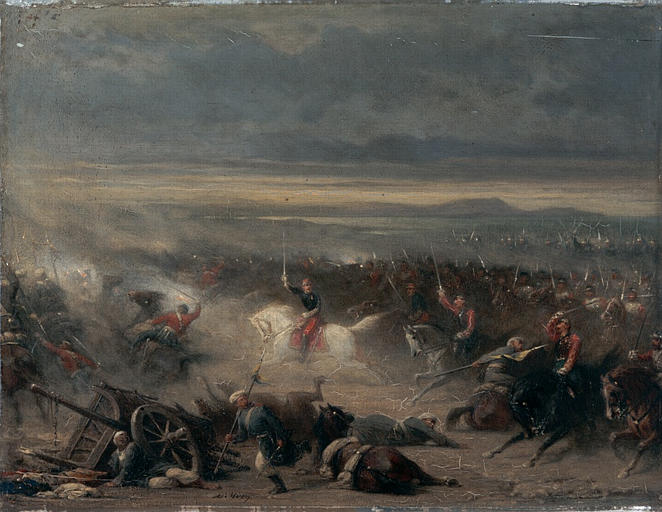
Битва за Євпаторію в 1854 році.

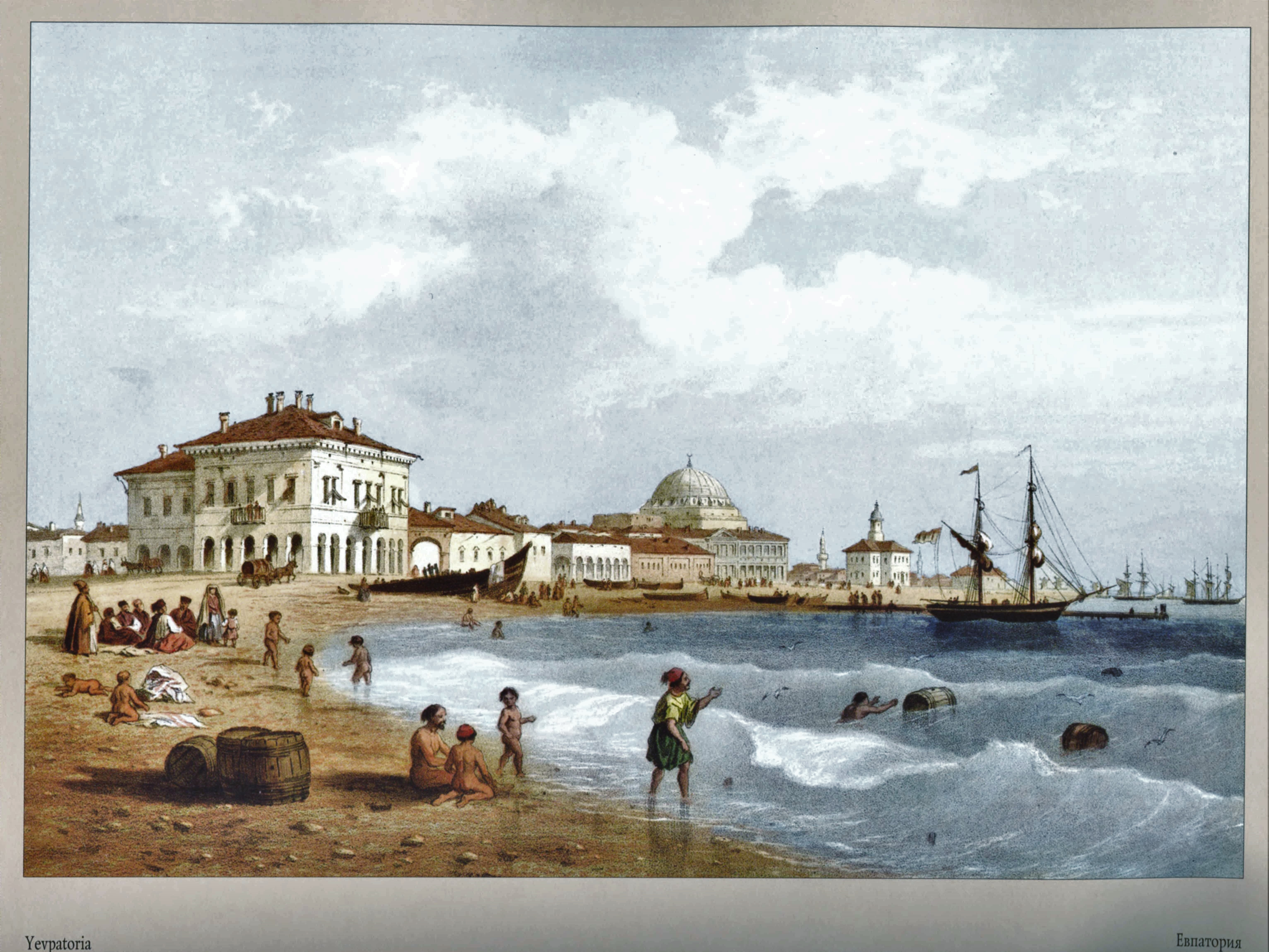
Боссолі. Вид Євпаторійської бухти.

В XVI-XVIII століття Ґезльов — це одне із значних міст Кримського ханства. За кількістю будинків воно поступалося тільки Бахчисараю, було важливим центром торгівлі, в тому числі работоргівлі. Місто було оточене кріпосною стіною довжиною близько трьох кілометрів. Висота її становила 6-8 метрів, ширина 3-5 метрів. Ця стіна, побудована у вигляді п'ятикутника, мала п'ять воріт: на схід біля берега моря — Портові ворота, на південний схід — ворота Дров'яного базару, на північну сторону виходили ворота Білого мулли, на північний захід — Земляні ворота, на захід — Кінські ворота.

## У складі Російської імперії
Наприкінці XVII-початку XVIII століття Росія почала боротьбу за вихід до Чорного моря і анексію Криму. У 1736—1771 рр. Ґезльов займали російські війська, у складі яких воювали запорізькі козаки, а в 1783 році Крим було захоплено й анексовано Російською імперією. Місто-фортеця з 1784 року було перейменоване в Євпаторію (на честь боспорського царя Мітрідата VI Євпатора) і отримало статус повітового. Однією з найважливіших битв Кримської війни була Битва за Євпаторію. Після війни Євпаторія залишалася повітовим містом Таврійської губернії. Її населення становило 6433 людини, в місті налічувалося 1467 будинків. У 1798 році в місті був споруджений порт, що незабаром став одним з найбільших в Криму, а Євпаторія отримала право на безмитне ввезення і вивезення товарів (порто-франко).
На початку XIX століття Євпаторія вже славилася знаменитими торговими ярмарками, мала понад тисячу різноманітних крамниць і близько 20 вітальних дворів для проживання торговців і зберігання їх товарів.
У зв'язку з відкриттям цілющих властивостей Мойнакських грязей з середини XIX століття Євпаторія розвивається як курорт. 20 травня 1887 року на березі Мойнакського озера була відкрито приватну «Рапо- і грязелікувальну установу» (архітектор Олександр Бернардацці). У 1905 році було споруджено перший у Росії кліматологічний санаторій «Приморський». До 1914 року в місті було вже три санаторії для дорослих і п'ять сезонних санаторіїв для дітей (всього 635 місць). Всі вони були приватними.
В кінці XIX ст. соляні промисли Євпаторії дають 36 % загальної кількості солі, що видобувається в Криму, розвивається борошномельна промисловість, введено в дію цегельно-черепичний завод, розпочато інтенсивний видобуток каменю-черепашника в Мамайських каменоломнях, обладнана перша в місті метеорологічна станція, розпочата забудова дачами території між старою частиною міста і Мойнакським озером. Завершено облаштування Приморського бульвару (нині садок імені Караєва), побудований чавуноливарний завод. У місті діяли 4 православні церкви, 14 мечетей, костел, 4 синагоги, 2 чоловічих і одна жіноча гімназії.
Всеросійський з'їзд з покращення вітчизняних лікувальних місцевостей визнав Євпаторію курортом загальнодержавного значення. Євпаторія стала розширюватися і упорядковуватися. Була архітектурно оформлена сучасна Театральна площа. Тут були побудовані театр — найкращий на півдні Росії після Одеського оперного, публічна бібліотека ім. Олександра II (нині ім. О. Пушкіна). Облаштовується західна частина міста — так званий дачний район і Євпаторія стала «входити в моду» як дачне місце. У 1913 році в місті з'явився перший трамвай, а в 1915 році в Євпаторії була підведена залізнична гілка Сарабуз — Євпаторія, яка з'єднала Євпаторію з магістраллю Севастополь — Москва.

## За часів СРСР

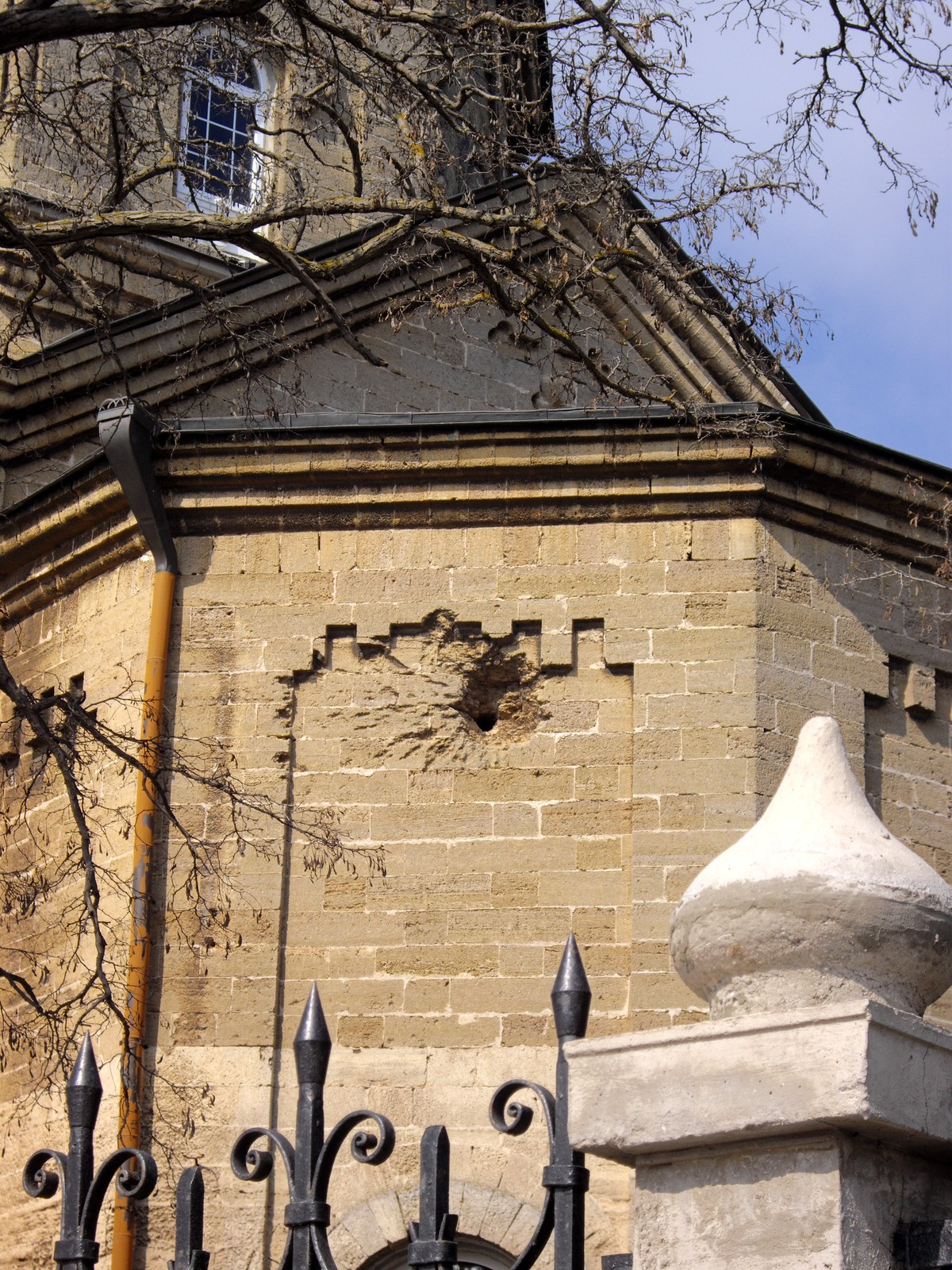
Луна Другої світової війни на храмі Святого Іллі.

1921 року в місті засновано краєзнавчий музей. 1924 року відбулася перша в Радянській Росії науково-практична конференція лікарів, присвячена проблемам курортології, а 1926 року на базі санаторію «Таласа» була заснована перша в СРСР біокліматична станція. До 1940 року у місті діють вже 36 санаторіїв і будинків відпочинку, 17 дитячих санаторіїв, в тому числі нова водогрязелікарня «Мойнаки».
У перші дні війни добровільно з'явилися в військкомат сотні людей. З напутніми словами першого секретаря Євпаторійського ГК ВЛКСМ М. Зайцева на фронт у повному складі пішов 10-й клас євпаторійської середньої школи імені М. Горького. Здравниці терміново переобладнувалися під евакогоспіталі; був сформований винищувальний батальйон, частина бійців якого увійшла пізніше в Євпаторійський партизанський загін.
Вояки Вермахту швидко просувалися до Криму. У жовтні 1941 року партизани-євпаторійці залишили місто і попрямували у Кримські гори. Всі дитячі санаторії були евакуйовані. 31 жовтня 1941 року до міста увійшли німці. Будівлю міської Ради, вони перетворили в міську управу, неподалік розмістилося поліцейське управління та інші каральні «служби», а чудові євпаторійські пляжі стали мінними полями, обнесені колючим дротом.
У грудні 1941 року відбулася подія, ще більше піднявша бойовий дух євпаторійців: група севастопольських моряків зробила сміливий рейд у заповнену німцями Євпаторію. Тихо підійшовши вночі на двох катерах до берега, моряки висадилися і, прибравши вартових, попрямували до центру міста. Вони звільнили заарештованих людей і, захопивши в міській управі і поліцейському управлінні цінні документи, та зброю повернулися на катери. У місті почався переполох, але моряки благополучно відійшли від берега.

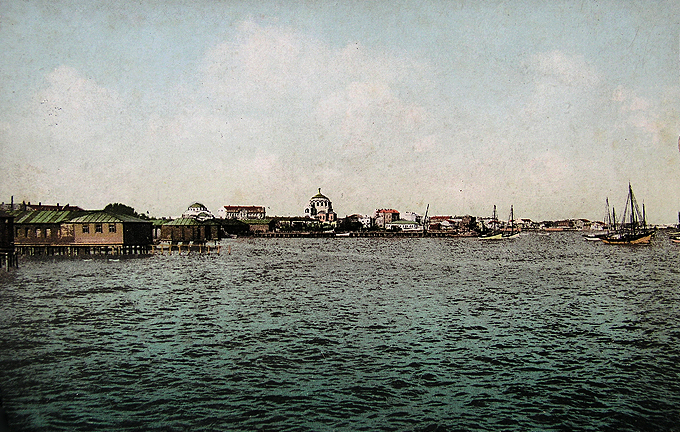
Вид міста з моря (листівка, 1916 року).

Тим часом радянське командування підготувало план висадки в Євпаторії великого десанту моряків і бійців Приморської армії. У ніч на 5 січня 1942 року до міста підійшли тральщик «Підривник», сім катерів і морський буксир, на яких розмістився євпаторійський десант у кілька сотень людей. Передовий загін висадився на берег і успішно виконав поставлене перед ним завдання. Але на морі розігрався восьмибальний шторм, і спроби висадити підкріплення або зняти десант закінчилися невдачею. Німці отримали можливість підтягти резерви. Мужні чорноморці і місцеві жителі, що приєдналися до них, билися до останнього патрону. Придушивши їх опір, німці розділили Євпаторію на сектори, хапали в кожному всіх, хто здавався їм підозрілим. Потім 3000 євпаторійців разом з групою поранених десантників розстріляли на Червоній гірці.
Ця акція вояків Вермахту була далеко не останньою — ще довго тривали кровопролитні бої. Всього за час окупації німці вбили понад 12,5 тисячі чоловік — старих, жінок, дітей, майже третину населення міста. Але боротьба тривала. Євпаторійці дізнавалися від патріотів-підпільників про становище на фронтах. На мотороремонтному заводі саботувалося виконання військових замовлень, у місті діяли підпільні групи.
І тільки 13 квітня 1944 року Євпаторія остаточно перейшла під контроль радянських військ. За роки війни було розстріляно більше 12 000 жителів Євпаторії. Після невдалого євпаторійського десанту 1942 року було розстріляно більше 3 000 місцевих жителів. А до війни в Євпаторії проживало 47 000 жителів. Понад 5 тисяч євпаторійців було мобілізовано в регулярну армію і пішли в партизанські загони. Понад 400 земляків було викрадено на роботи до Німеччини. Та ще депортація — кримські татари, греки, болгари, вірмени, німці, — зменшила кількість євпаторійців на 8-9 тис. чоловік. Сумна арифметика показує, що Євпаторія під час війни втратила близько 45-55 % населення міста.
Після Німецько-радянської війни Євпаторія продовжувала розвиватися як місто-курорт. 1953 року зведено нову будівлю вокзалу, 1965 року - морський вокзал, 1966 року здано в експлуатацію свердловину термальної мінеральної води «Мойнаки», 1979 року — побудовано загальнокурортну водолікарню і створено філію Центрального науково-дослідного інституту курортології і фізіотерапії. З 1985 року в місті проводиться I дитячий музичний фестиваль.

## Наш час
На рубежі 21 століття Євпаторія почала знову відроджуватися, як і за 100 років до цього. У минулому залишилися розпад СРСР, труднощі початку 90-х років. Занепали багато санаторіїв і пансіонатів, розвалилися виробництва, порушилися виробничі зв'язки. Але відродилася Євпаторія, місто знову почало набирати популярність серед жителів України і Росії. Десятки тисяч дітей приїжджають до Євпаторії на відпочинок кожне літо. Десятками з'являються нові приватні санаторії та пансіонати, нові магазини, ринки, виробництва. Відкриваються і будуються нові супермаркети, «Фуршет», «АТБ», «Фреш», облагороджується ринок біля «Універсаму», розширюється «Універмаг», на перетині вулиці Фрунзе та проспекту Леніна відкрився бювет євпаторійської мінеральної води, налагоджено морське пасажирське й вантажно-пасажирське сполучення з Туреччиною, відкрилися дитячі майданчики в усьому місті, вулиця Караїмська реконструйована «під старовину», змінилась набережна ім. Горького, де встановлено оглядові майданчики — ротонди, серію фонтанів, пам'ятник Гераклові.
27 квітня 2007 року Євпаторійська міська рада ухвалила рішення «Про затвердження стратегічного плану економічного і соціального розвитку міста Євпаторія на період до 2015 року». Основні завдання стратегічного плану: формування стратегічного бачення майбутнього міста, визначення його місії, виявлення головних проблем і стратегічних цілей розвитку міста; визначення оперативних цілей та шляхів їх досягнення.

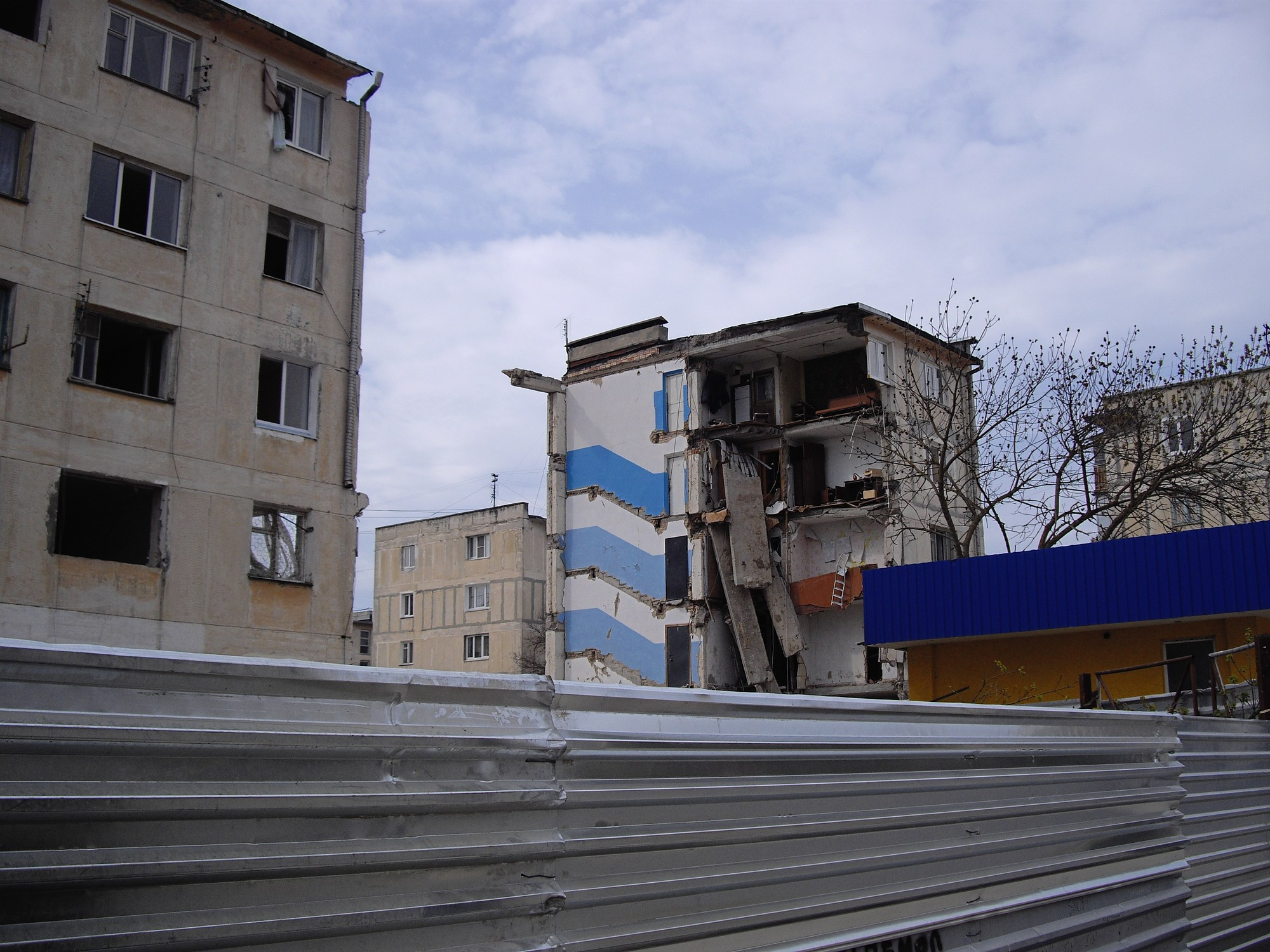
Зруйнований вибухом будинок.

### Трагедія 24 грудня 2008 року
Трагедія 24 грудня 2008 року в Євпаторії надовго залишиться в пам'яті містян. Після закінчення Німецько-радянської війни це була найбільша трагедія — загибель мирних громадян Євпаторії. У ніч з 24 на 25 грудня 2008 року, близько 21:40 обрушилися 2 під'їзди будинку № 67 по вулиці Некрасова.
Напередодні Нового Року у місті лунало безліч вибухів петард та феєрверків. У районах Євпаторії, розташованих трохи далі від місця трагедії, вибух, спочатку, був сприйнятий як чергова вибухнула петарда. Відразу після трагедії інформація миттєво поширилася містом. До місця трагедії почали сходитися люди, які намагалися чимось допомогти. Інформація відразу потрапила в Інтернет. Через форуми євпаторійських провайдерів можна було дізнатися про те, що сталося і що відбувалося далі в ті години.
У результаті трагедії загинуло 27 чоловік. Президент України Віктор Ющенко оголосив 26 грудня 2008 року днем жалоби. Відповідний указ було опубліковано на офіційному сайті глави держави.

### Російська окупація
У березні 2014 року Євпаторія, як і інші міста Кримського півострову, була окупована російськими військами, а 18 березня — анексована Російською федерацією.